# Союз архитекторов России
Сою́з архите́кторов Росси́и — общероссийская общественная организация, основанная на персональном членстве творческий союз, объединяющий более 12 000 специалистов теории, практики и профессионального образования в области архитектуры и градостроительства.
Организация ведёт своё начало от Московского архитектурного общества, устав которого был утвержден 27 октября 1876 года. Следом за МАО было создано Петербургское общество архитекторов, а затем и в других городах России стали появляться общественные объединения архитекторов и гражданских инженеров. В XIX веке у истоков нынешнего Союза стояли Михаил Быковский и Фёдор Шехтель, а впоследствии — Каро Алабян и другие выдающиеся зодчие.
В 1932 году по инициативе архитекторов Москвы, Ленинграда, Нижнего Новгорода и других городов для координации деятельности всех сообществ был создан Союз советских архитекторов, а в 1981 году — Союз архитекторов РСФСР. Именно от СА РСФСР начинается отсчет истории Союза архитекторов России.
Сегодня Союз архитекторов представляет собой 8 межрегиональных объединений, включающих 97 организаций по всей территории России. Своими приоритетными задачами организация считает консолидацию российского архитектурного сообщества, укрепление авторитета и общественной значимости профессии, защиту общества от непрофессиональных действий в области архитектуры и градостроительства, формирование комфортной среды жизнедеятельности в российских городах и поселениях, популяризацию идей устойчивого развития и «зеленого» строительства. СА России входит в Международный союз архитекторов (МСА), участвуя в работе Советов и Рабочих программ.
С 2008 год по 2016 год Союз архитекторов возглавлял доктор архитектуры, академик РААСН Андрей Боков.
С 2016 года Союз архитекторов возглавляет президент Союза московских архитекторов, президент Международной ассоциации союза архитекторов, генеральный директор Центрального Дома архитектора, главный архитектор ОАО «Метрогипротранс», член Архитектурного совета Москвы, заслуженный архитектор РФ, академик Российской академии художеств, академик отделения Международной академии архитектуры в Москве (МААМ) Николай Шумаков.

## Структуры Союза архитекторов России
- Профессиональные советы — осуществляют мониторинг и оценку профессиональной деятельности, а также формируют позицию и политику архитектурного сообщества по ключевым вопросам, определяющим качество архитектурного и градостроительного проектирования.
- Гильдия экспертов — осуществляет независимую экспертизу проектной документации объектов капитального строительства по заказу юридических и физических лиц.
- Аттестационные комиссии — Центральная и межрегиональные комиссии проводят аттестацию физических лиц и выдают «Квалификационные аттестаты архитектора», подтверждающие право заниматься самостоятельной архитектурной деятельностью и руководить персональной творческой мастерской.
- Молодёжное объединение Союза архитекторов России (МОСАР) — ведёт работу по популяризации профессии архитектора и привлечению в организацию активной архитектурной молодёжи.
- Комиссия по этике — рассматривает спорные ситуации, случаи нарушения профессиональной этики, а также другие проблемы взаимоотношений архитекторов — членов Союза по их обращению.
- Комиссия по наградам — рассматривает для утверждения Президиумом правления кандидатуры, выдвигаемые на соискание почётных званий и наград Российской Федерации и Союза архитекторов России.
- Дом творчества «Суханово» — обеспечивает круглогодичный отдых архитекторов и их семей в пансионате на территории памятника архитектуры — дворянской усадьбы конца XVIII века в Ленинском районе Московской области.

## Деятельность Союза архитекторов России
- Законотворческая — участие в разработке новых законов и подготовке поправок и изменений в существующие законы, необходимые для гармоничного развития городов и формирования комфортной и безопасной среды.
- Международная — САР является Секцией Международного союза архитекторов (UIA) и входит в состав Международной ассоциации Союзов архитекторов стран СНГ (МАSА), сотрудничает с Архитектурным советом Европы (АСЕ) и другими зарубежными организациями.
- Конкурсы — организация и проведение профессиональных архитектурных и градостроительных конкурсов по различной тематике для широкого круга заказчиков.
- Фестивали и выставки — организация и проведение архитектурных фестивалей и выставок в Москве: «Зодчество», «Мир стекла», «Зеленый проект», «Ландшафтная архитектура», «Архитектурное наследие», выставок в региональных организациях САР, а также других выставочных мероприятий на различных экспозиционных площадках, в том числе международных.
- Издательская — выпуск ежемесячной газеты «СА», отражающей работу Союза и его региональных организаций, каталогов фестиваля «Зодчество» и его лауреатов.